# Железноводск
Железноводск (на руски: Железново̀дск) е град в Ставрополски край, Русия.
Името на града се превежда като „железни води“, което се свързва с минералните извори край Железноводск, за които се е смятало, че съдържат голямо количество желязо. Градът (заедно с Пятигорск, Есентуки, Кисловодск и Минералние води) е част от веригата известни руски курорти в Северен Кавказ, наречена Кавказки минерални води. Населението на града към 1 януари 2018 година е 24 912 души.
Стопанството на Железноводск се уповава на санаториумите, където хиляди от цяла Русия и от бившите съветски републики идват на ваканции, на почивка и да лекуват много заболявания на стомаха, бъбреците и черния дроб.